# Gilles Biron
Gilles Biron (Schœlcher, 13 aprile 1995) è un velocista francese.

## Biografia
Ai mondiali di Budapest 2023 si è laureto vice campione iridato nella staffetta 4×400 m, con Ludvy Vaillant, Téo Andant, David Sombé e Loïc Prévot. In finale ha realizzato il primato nazionale della disciplina grazie al tempo di 2'58"45.

## Palmarès
| Anno                              | Manifestazione  | Sede         | Evento        | Risultato   | Prestazione | Note                                     |
| --------------------------------- | --------------- | ------------ | ------------- | ----------- | ----------- | ---------------------------------------- |
| In rappresentanza della Francia   |                 |              |               |             |             |                                          |
| 2017                              | Europei U23     | Bydgoszcz    | 400 m piani   | Semifinale  | 46"56       |                                          |
| 2017                              | Europei U23     | Bydgoszcz    | 4×400 m       | Bronzo      | 3'05"24     |                                          |
| 2021                              | World Relays    | Chorzów      | 4×400 m       | 7º          | 3'06"16     |                                          |
| 2021                              | Giochi olimpici | Tokyo        | 4×400 m       | Batteria    | 3'00"81     | Miglior prestazione personale            |
| 2022                              | Europei         | Monaco       | 400 m piani   | Semifinale  | 45"75       |                                          |
| 2022                              | Europei         | Monaco       | 4×400 m       | Bronzo      | 2'59"64     | Miglior prestazione personale stagionale |
| 2023                              | Europei indoor  | Istanbul     | 400 m piani   | Semifinale  | 46"71       |                                          |
| 2023                              | Europei indoor  | Istanbul     | 4×400 m       | Argento     | 3'06"52     | Miglior prestazione personale stagionale |
| 2023                              | Mondiali        | Budapest     | 4×400 m       | Argento     | 2'58"45     | Record nazionale                         |
| 2023                              | Mondiali        | Budapest     | 4×400 m mista | 4º          | 3'12"99     |                                          |
| 2024                              | World Relays    | Nassau       | 4×400 m       | Batteria    | dnf         |                                          |
| 2024                              | World Relays    | Nassau       | 4x400 m mista | 6º          | 3'17"38     |                                          |
| 2024                              | Europei         | Roma         | 400 m piani   | Semifinale  | 45"91       |                                          |
| 2024                              | Europei         | Roma         | 4x400 m       | 4º          | 3'01"43     |                                          |
| 2024                              | Giochi olimpici | Parigi       | 400 m piani   | Ripescaggio | 45"87       |                                          |
| 2024                              | Giochi olimpici | Parigi       | 4x400 m       | 9ª          | 3'07"30     |                                          |
| 2025                              | World Relays    | Guangzhou    | 4x400 m mista | Batteria    | 3'16"15     |                                          |
| In rappresentanza della Martinica |                 |              |               |             |             |                                          |
| 2023                              | Giochi CAC      | San Salvador | 400 m piani   | Bronzo      | 45"40       |                                          |

## Altre competizioni internazionali
2017
- 5º nella Super League degli Europei a squadre ( Villeneuve-d'Ascq), 4×400 m - 3'03"92

2021
- 4º nella Super League degli Europei a squadre ( Chorzów), 4×400 m - 3'03"59